# Rob Menendez
Robert Jacobsen Menendez, dit Rob Menendez, né le 12 juillet 1985 à Union City (New Jersey), est un homme politique américain. Membre du Parti démocrate, il est commissaire de la Port Authority of New York and New Jersey de 2021 à 2023 avant d'entrer à la Chambre des représentants des États-Unis l'année suivante.

## Biographie

### Jeunesse et débuts en politique
Rob Menendez naît le 12 juillet 1985 à Union City dans le New Jersey d'une famille cubano-américaine. Il est le fils du sénateur démocrate Bob Menendez. Il obtient une licence en sciences politiques de l'Université de Caroline du Nord à Chapel Hill puis un diplôme de Juris Doctor de l'Université Rutgers.
En avril 2021, Menendez est nommé commissaire auprès de la Port Authority of New York and New Jersey et y siège jusqu'en janvier 2023.

### Représentant des États-Unis
À la suite du départ à la retraite d'Albio Sires, Menendez se présente pour devenir le nouveau représentant du 8e district du New Jersey. Sa campagne est notamment soutenue par le gouverneur Phil Murphy ou le sénateur Cory Booker. Il est élu le 8 novembre 2022 face au républicain Marcos Arroyo.
Candidat à sa réélection pour les élections de 2024, il affronte pour la primaire démocrate le maire d'Hoboken, Ravi Bhalla. Après une campagne marquée par le procès pour corruption de son père, Menendez remporte la primaire démocrate le 4 juin 2024,. Il remporte ensuite un second mandat le 5 novembre, en battant largement le républicain Anthony Valdes.

## Historique électoral

### Chambre des représentants des États-Unis
| Année | Rob Menendez | Républicain |
| ----- | ------------ | ----------- |
| Année |              |             |
| 2022  | 72,88 %      | 24,22 %     |
| 2024  | 59,2 %       | 34,6 %      |